# Majmana
Majmana (pers. میمنه) – miasto w północnym Afganistanie. Jest stolicą prowincji Farjab. W 2021 roku liczbę jego mieszkańców szacowano na około 98 tys.

## Historia
W 1739 r. w czasie wyprawy na Imperium Mogołów, w trakcie której złupił Delhi, obozował tu Nadir Szah, który podbił wcześniej Afganistan. Później na przełomie XVIII i XIX w. było stolicą niezależnego uzbeckiego chanatu.